# 小太刀右京
小太刀 右京（こだち うきょう、1979年4月1日 - ）はゲームデザイナー集団チーム・バレルロール代表。フリーのゲームデザイナー、ライター、小説家。大阪府枚方市出身。
主にテーブルトークRPG（TRPG）関係の記事の執筆で知られる。コンシューマゲームのシナリオやノベライズも手がけている。歌人の春日井建は大叔父にあたる。

## 概要
もともと文章書きを志向しており、2004年に『異界戦記カオスフレア』で第五回ゲーム・フィールド大賞TRPG部門に準入選したことを切っ掛けにプロライターとしてデビュー。以降、様々な雑誌・書籍で仕事を行っている。
2008年よりテレビアニメ『マクロスF』関連のノベライズを務め、その後、ゲーム『マクロス30 銀河を繋ぐ歌声』、テレビアニメ『マクロスΔ』といった複数作品の脚本・小説版の執筆を務めている。
2012年にはテレビアニメ『機動戦士ガンダムAGE』のノベライズ を手がけた。
2013年末に特別アニメ『熱風海陸ブシロード』に脚本として参加、アニメの脚本家としても活動をするようになり、2015年にはTRPG『レッドドラゴン』のメディアミックス企画『ケイオスドラゴン 赤竜戦役』にて初のシリーズ構成を務める。

## 人物像
システムデザイナーの三輪清宗とはデビュー前からの相棒同士。

## 作品リスト

### テーブルトークRPG
- 異界戦記カオスフレア（ゲームデザイン。三輪清宗と共著）
- 天羅WAR（メインライティング）
- メタルヘッド・エクストリーム
- 天下繚乱RPG（プロデュース / ゲームデザイン）
- トワイライトガンスモーク

### リプレイ
- Aの魔法陣リプレイブック〜式神の魔法陣編〜
- 異界戦記カオスフレアリプレイ 暁の戦士たち
- 異界戦記カオスフレアリプレイ リオフレード魔法学院
- 異界戦記カオスフレアリプレイ 世界の卵
- 異界戦記カオスフレアSCリプレイ 神の卵
- ダブルクロス・リプレイ・ストライクシリーズ

### リプレイ（プレイヤー参加）
- Aの魔法陣リプレイブック （氷上さやか）
- Aの魔法陣ルールブック 〜ガンパレード・マーチ篇〜 （稲城リョウ）
- ダブルクロス・リプレイ・トワイライトシリーズ （クリステル・フォン・エッシェンバッハ）
- Replay：天下繚乱RPG 妖異暗躍譚 （片倉小十郎景龍）
- Replay:天下繚乱RPG 女子高生江戸日記 （楊敬次郎）
- Replay:天下繚乱RPG 大江戸妖怪絵巻-雀と少女と名探偵- （片倉小十郎景龍、楊敬次郎）
- Replay:天下繚乱RPG 天下繚乱ギャラクシー-見参、銀河卍丸-（柳生京兵衛）
- Replay:天下繚乱RPG 天下繚乱ギャラクシー2 -卍丸vs宇宙海賊クリスタル妖異-（銀河横綱アンタレス）
- ナイトウィザード・リプレイ 天の光はすべて星 （ユイ・ヴァン）
- アルシャードff・リプレイ 虹の彼方から （ミハエル・ベルクフント）
- アルシャードff・リプレイ 天使がくれた世界滅亡 （ミハエル・ベルクフント）
- ビーストバインド トリニティ・リプレイ 人魔邂逅〜エゴイスティック・ユートピア〜 （竜導ワタル）
- ダンジョンズ&ドラゴンズ・リプレイ 海燕 Around The World （レイフ・ウォード） 『D&D第4版がよく分かる本』収録
- エンゼルギアThe 2nd Edition・リプレイ 歌声は誰がために （エマ・泉・カデンツ） 『GF別冊 混沌の炎』収録
- 異界戦記カオスフレアSC・リプレイ 夢の果実 （エマ・泉・カデンツ） 『GF別冊 混沌の炎』収録
- アルシャードガイア・リプレイ 翼の折れた愛と青春 （ヨータ・ロウ） 『GF別冊 特集SRS'11』収録

### 小説
- 戦場の絆 ISBN 978-4048737371
- マクロスフロンティア Vol.1 クロース・エンカウンター ISBN 978-4044738013
- マクロスフロンティア Vol.2 ブレイク・ダウン ISBN 978-4044738020
- マクロスフロンティア Vol.3 アナタノオト ISBN 978-4044738037
- マクロスフロンティア Vol.4 トライアングラー ISBN 978-4044738044
- バスカッシュ! Vol.1 レジェンド・イズ・デッド ISBN 978-4044738051
- バスカッシュ! Vol.2 ノー・リミット ISBN 978-4044738068
- クイーンズブレイド リベリオン 1 気高き誓い ISBN 978-4894258877
- マクロスF フロンティア・メモリーズ ISBN 978-4044738075
- マクロスF フロンティア・ダイアリーズ ISBN 978-4044738082
- 劇場版マクロスF（上） イツワリノウタヒメ ISBN 978-4044738099
- 劇場版マクロスF（下） サヨナラノツバサ ISBN 978-4044738105
- マクロス・ザ・ライド（上） ISBN 978-4048706544
- マクロス・ザ・ライド（下） ISBN 978-4048861229
- 機動戦士ガンダムAGE（1）スタンド・アップ ISBN 978-4041001479
- 機動戦士ガンダムAGE（2）アウェイクン ISBN 978-4041001806
- 機動戦士ガンダムAGE（3）セカンド・エイジ ISBN 978-4041003541
- 機動戦士ガンダムAGE（4）マーズ・コンタクト ISBN 978-4041003978
- 機動戦士ガンダムAGE（5）ホーム・スイート・ホーム ISBN 978-4041005422
- マクロス30 銀河を繋ぐ歌声 ISBN 978-4048915823
- コードギアス 亡国のアキト1 ISBN 978-4041207758
- コードギアス 亡国のアキト2 ISBN 978-4041209394
- コードギアス 亡国のアキト3 ISBN 978-4041039649
- NARUTO -ナルト- 我愛羅秘伝 ISBN 978-4087033649
- BORUTO -NARUTO THE MOVIE- ISBN 978-4087033731
- マクロスΔ 1 アル・シャハルの少女 ISBN 978-4063815498
- マクロスΔ 2 ウィンダミア空中騎士団 ISBN 978-4063815665

### 漫画
- 機動戦士ガンダム ウェアヴォルフ（アドバイザー）
- あと365日の晩餐（原作担当、構成：須田綱鑑、作画：半月板損傷）『チャンピオンRED』（秋田書店）2024年5月号 -

### ドラマCD
- ギルティギア イグゼクス ドラマCD ナイト・オブ・ナイブズ（Vol.2 - 3）

### コンピュータゲーム
- マクロス30 銀河を繋ぐ歌声（シナリオ）
- Fate/EXTELLA LINK（シナリオ）

### ソーシャルネットワークゲーム
- ケイオスドラゴン 混沌戦争（シナリオ）[6]
- Fate/Grand Order（ゲストライター）

### 脚本
2013年
- 熱風海陸ブシロード（海法紀光と連名）

2015年
- ガンスリンガー ストラトス（テレビアニメ、第4、第8、第11話）
- がっこうぐらし!（テレビアニメ、第7話）
- ケイオスドラゴン 赤竜戦役（テレビアニメ、シリーズ構成、第1、第2〈會川昇と連名〉、第3、第4、第8、第12話）
- Infini-T Force 未来の描線（-2020年、漫画）

2016年
- BORUTO-ボルト- NARUTO NEXT GENERATIONS（-2021年、漫画脚本、テレビアニメストーリー監修）
- マクロスΔ（テレビアニメ、文芸、第8話脚本〈根元歳三と連名〉）
- ダンガンロンパ3 -The End of 希望ヶ峰学園-（テレビアニメ、絶望編第1、第2、第5、第8、第10、第11話）

2017年
- Fate/Apocrypha（テレビアニメ、第3、第6、8、9、14、18話）

2019年
- 魔法少女特殊戦あすか（テレビアニメ、第4話）
- 真夜中のオカルト公務員（テレビアニメ、第4話）
- ロード・エルメロイII世の事件簿 -魔眼蒐集列車 Grace note-（テレビアニメ、シリーズ構成、第0、1話）
- Fate/Grand Order -絶対魔獣戦線バビロニア-（テレビアニメ、第4、6、7、8、11話）

2020年
- 劇場版 Fate/Grand Order -神聖円卓領域キャメロット- 前編 Wandering; Agateram（劇場アニメ）

2021年
- セブンナイツ レボリューション -英雄の継承者-（テレビアニメ、シリーズ構成）
- 劇場版 Fate/Grand Order -神聖円卓領域キャメロット- 後編 Paladin; Agateram（劇場アニメ）
- ロード・エルメロイII世の事件簿 -魔眼蒐集列車 Grace note-（特別編、テレビアニメ、シリーズ構成）

### 脚本協力
- BORUTO -NARUTO THE MOVIE-

### 設定協力
- 進撃の巨人 - 三輪清宗と連名。
- シャーマンキング0-zero-&FLOWERS - 2014年1月号より。三輪清宗（チーム・バレルロール）と合同。